# Homalodisca insolita
Homalodisca insolita är en insektsart som först beskrevs av Walker 1858.  Homalodisca insolita ingår i släktet Homalodisca och familjen dvärgstritar. Inga underarter finns listade i Catalogue of Life.